# Papakanui (rivière)
La rivière Papakanui  (anglais : Papakanui River) est un cours d’eau de la région d’Auckland dans l’Île du Nord de la Nouvelle-Zélande. Cette rivière, courte et large, forme un segment de la partie inférieure du réseau du Kaipara Harbour, ajoutant ses eaux à celles du mouillage tout près de la ville de Tauhoa.